# Муспельхейм
Муспельхейм (др.-сканд. Múspellsheimr, «огненная земля»), также Муспелль (др.-сканд. Múspell) — в германо-скандинавской мифологии один из девяти миров, страна огня, место обитания огненных великанов. Как и Нифльхейм, мир льдов и туманов, располагается «вне пространства» скандинавской модели мира и существовал ещё до начала времён. От взаимодействия брызг и испарений Эливагара и огненных искр Муспелля в мировой бездне Гинунгагап образовался иней, из которого возник инеистый великан Имир — первое живое существо. Искры Муспельхейма также дали начало звёздам — после того, как Имир был убит Одином, Вили и Ве, боги поместили раскалённые искры Муспелля на небесах, чтобы те освещали и землю.
В битве перед концом света обитатели Муспельхейма, «сыновья Муспелля», под предводительством огненного великана Сурта выступят против асов и проскачут через Мюрквид (др.-сканд. Myrkviðr, «тёмный лес») к Биврёсту, который разрушится от их скачков, а в финале битвы в пламени Сурта погибнут все люди, боги и весь мир.